# Marcantonio Mambelli
Pour les articles homonymes, voir Mambelli.
Marcantonio Mambelli, né à Forlì le 18 juin 1582 et mort à Ferrare le 24 octobre 1664, est un homme de lettres, grammairien et écrivain italien.

## Biographie
Marcantonio Mambelli entre dans la Compagnie de Jésus en 1606, à l'âge de vingt-quatre ans. Membre de l'Accademia dei Filergiti de Forlì, sous le nom de Cinonio (« utile à tous »), il écrivit poésies en italien et en latin mais il excella surtout comme grammairien. Il vécut longuement en Sicile où il rédigea ses célèbres Observations sur la langue italienne. L'impression de son ouvrage fut longuement retardée par son départ pour l'Allemagne, où il séjourna dix ans. Seule la seconde partie, le Traité des particules est édité de son vivant, en 1644 ; Cette seconde partie traite des particules ; et comme elle est la plus intéressante, le P. Mambelli crut devoir la mettre au jour la première, pensant qu'elle donnerait une idée favorable de l'ouvrage : mais, après sa mort, l'imprimeur supprima le frontispice qui promettait une première partie, et en substitua un nouveau avec la date de 1659. Chaque chapitre de son Traité des particules définit la nature de la particule, en donne l'origine latine et explicite usage et fonction en illustrant d'exemples d'auteurs. Les variations d'usages, de formes ou de significations sont ensuite répertoriées dans des paragraphes s'appuyant toujours sur des exemples littéraires.
La première partie tomba entre les mains de Carlo Roberto Dati, académicien de la Crusca, qui se disposait à la publier à Florence, et qui abandonna ce dessein, en apprenant qu'Alessandro Baldraccani était chargé, par l'académie des Filergiti, de faire paraître l'ouvrage à Forlì. Cette première partie, le Traité des Verbes sera publié posthume, en 1685.

## Œuvres
- (it) Marco Antonio Mambelli, Delle osseruazioni della lingua italiana del Cinonio accademico Filergita parte prima. Contenente il trattato de' verbi con l'aggiunta delle annotazioni del sig. caualier Alessandro Baldraccani, Forlì, per Gioseffo Selua, 1685 (posthume) (lire en ligne)
- (it) Marco Antonio Mambelli, Delle osseruationi della lingua italiana, dal Cinonio academico Filergita, raccolte in gratia d'vn predicator siciliano, parte seconda, Ferrara, per Giuseppe Gironi stampatore episcop., 1644 (lire en ligne)